# Tmesisternus monteithi
Tmesisternus monteithi là một loài bọ cánh cứng trong họ Cerambycidae.